# Rifugio Gualtiero Laeng
Il rifugio Gualtiero Laeng è un rifugio situato nel comune di Borno,  in val Camonica, alle pendici del Pizzo Camino, a 1.760 m s.l.m.

## Storia
Il rifugio è dedicato a Gualtiero Laeng (Walther Laeng, Brescia, 10 maggio 1888 – Brescia, 24 dicembre 1968), alpinista e storico italiano che nel 1909 segnalò per la prima volta ufficialmente l'esistenza delle incisioni rupestri della Valcamonica al Comitato per la protezione dei monumenti.
È uno degli unici due rifugi gestiti nel gruppo del Pizzo Camino (l'altro è il rifugio San Fermo, situato anch'esso in territorio comunale di Borno ma sul versante opposto della montagna).
Prima della seconda guerra mondiale in questo luogo esisteva già un rifugio alpino, il rifugio Coppellotti, che venne distrutto dai tedeschi per ritorsione in seguito ad una imboscata dei partigiani della bergamasca 1944.

## Caratteristiche e informazioni
Il rifugio è di proprietà della sezione di Cedegolo del Club Alpino Italiano, ma è attualmente gestito dai volontari dell'Operazione Mato Grosso, un'associazione no-profit che utilizza a scopo benefico i proventi dell'esercizio di questo ed altri rifugi.
È aperto al pubblico da inizio luglio sino a tutto il mese di agosto. In giugno e settembre è aperto nei fine settimana. Il rifugio offre la possibilità di pernottamento sino a un massimo di 16 posti letto.
Nei periodi di chiusura è possibile comunque usufruire del locale invernale annesso al rifugio, dotato però di soli 5 posti letto e provvisto di coperte.

## Accessi
Il rifugio si raggiunge esclusivamente a piedi, lungo sentieri comunque ben segnalati e alla portata di tutti gli escursionisti. Dal centro di Borno si percorre la strada comunale in direzione del lago di Lova (questo tratto è praticabile anche in fuoristrada), dopodiché, al bivio poco prima del lago, si prende la strada sterrata (coincidente con il segnavia 82). Superato il limite del bosco si prende il sentiero 82/a che in breve conduce al rifugio.

In alternativa è possibile giungere al rifugio da Villa (frazione di Lozio), percorrendo inizialmente la strada forestale che inizia in corrispondenza del parcheggio situato nel centro abitato, e una volta raggiunti i ruderi di Onder (1405 m) un ripido sentiero che passa la Malga Varicla (1606 m).

## Ascensioni
- Pizzo Camino (2492 m), itinerario di 2 ore e 30 minuti, per escursionisti esperti, che si sviluppa su ghiaioni e con alcuni passaggi su roccette (segnavia 82/a).
- Monte Sossino (2398 m), itinerario di 2 ore e 30 minuti per escursionisti esperti (segnavia 83 sino al Passo Varicla, poi percorso libero su erba e sfasciumi).
- Cima Moren (2418 m), itinerario di circa 3 ore per escursionisti esperti (segnavia 82/b).

## Traversate
- Rifugio San Fermo (1868 m), itinerario di circa 1 ora e 30 minuti che si sviluppa sul cosiddetto sentiero alto (un tratto del percorso contraddistinto dal segnavia 82). Percorso panoramico, adatto a tutti gli escursionisti che abbiano una buona preparazione.
- Bivacco Val Baione (2016 m), itinerario per escursionisti esperti (EE) di circa 5 ore. Si sviluppa in quota, lungo l'Alta via delle Orobie orientali (segnavia 6) toccando la vetta del Cimone della Bagozza (2407 m).